# 멕시코에서 살해된 언론인 및 매체 종사자 목록
멕시코는 세계에서 언론인에게 가장 위험한 나라 중 하나이며, 언론에 대한 미제 범죄율이 가장 높은 나라 중 하나이다. 살해된 언론인의 정확한 수치는 종종 상충되지만, 전 세계 언론 자유 단체들은 멕시코가 언론 활동을 직업으로 삼기에 지구상에서 가장 위험한 국가 중 하나라는 일반적인 합의에 도달했다. 2000년 이후 100명 이상의 언론인이 살해되거나 실종되었고, 이러한 범죄 대부분은 미제 상태로 부적절하게 수사되었으며, 체포되어 유죄 판결을 받은 가해자는 거의 없었다.

## 역사적 개요

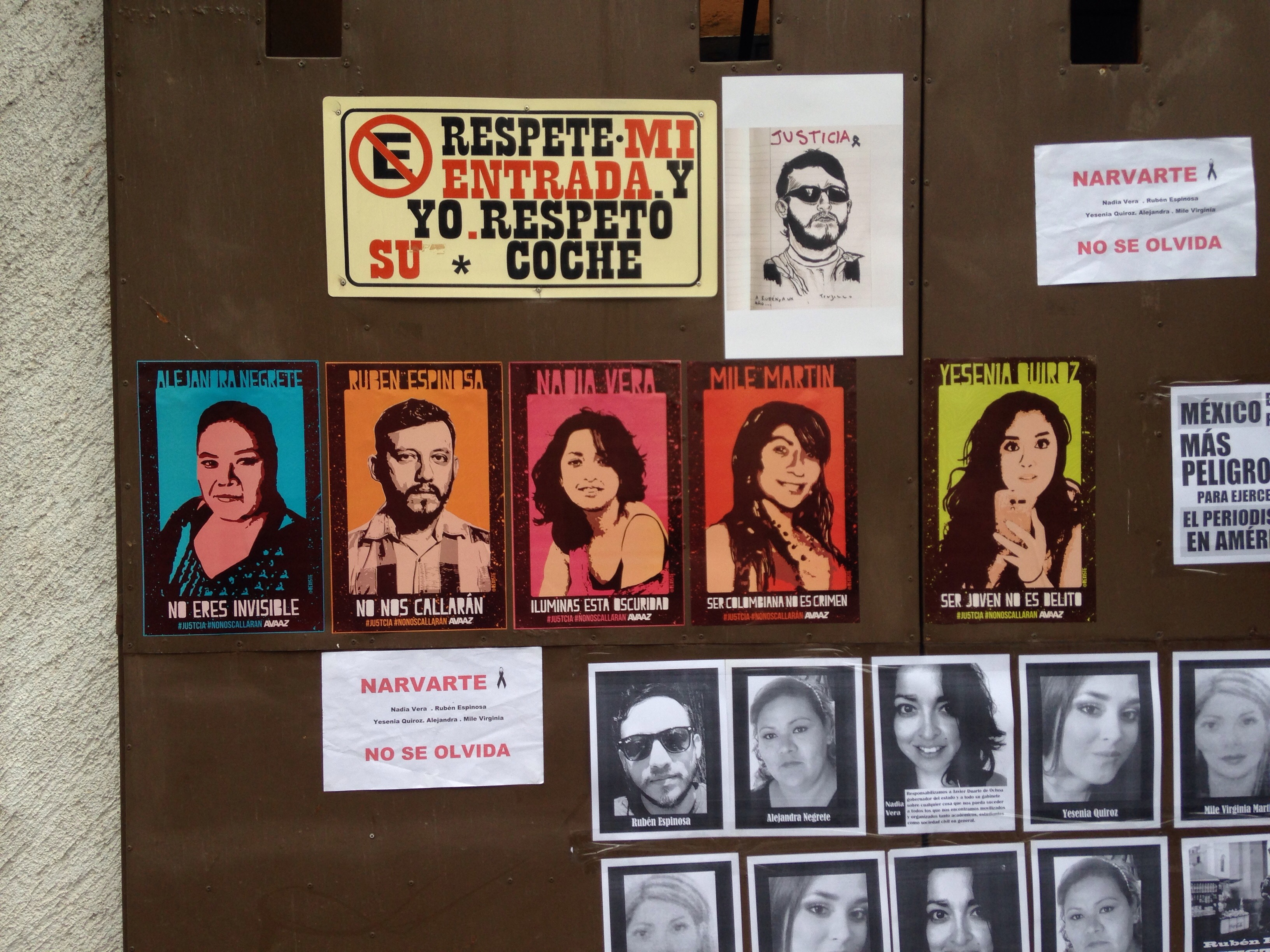
멕시코시티에서 베라크루스주의 살해 위협을 피해 도망친 멕시코 언론인 루벤 에스피노사가 여성 4명과 함께 살해되었다.

멕시코에서 언론인을 표적으로 한 살해는 포르피리오 디아스의 통치기와 1910년 멕시코 혁명 이래로 존재했다. 혁명 이후 1930년대에 제도혁명당이 대통령직을 통치했을 때, 멕시코 정부는 언론에서 호의적인 보도를 얻기 위해 멕시코 언론을 사실상 독점했다. 업무 방식에 협조한 언론인들은 정부의 구호금과 선물로 보상받았고, 그렇지 않은 언론인들은 위협받거나 살해되었다. 1970년대와 1980년대 내내 멕시코는 라틴아메리카 전체에서 언론인에게 가장 위험한 나라였다. 그러나 언론에 언급된 사람들이 마약 밀매업자와 부패한 법 집행 공무원이었기 때문에 언론에 대한 대부분의 공격은 이들에 의해 자행되었다.
정부의 비공식적인 강압과 언론 통제를 통해 멕시코 언론은 보도를 주 공무원의 말에 국한하는 것에 익숙해졌다. 정부가 광고를 철회하고 당시 국영 신문사에 발행물 인쇄용지를 판매하지 못하도록 위협했기 때문에 이러한 관행에서 벗어나려는 언론인은 거의 없었다.
멕시코 정부가 1980년대에 언론 공기업을 매각하기 시작하면서, 뉴스 보도에 다양성을 가진 보다 자율적이고 독립적인 신문들이 탄생했다. 이 10년 동안 제도혁명당은 여러 지방 및 주 선거에서 패배하기 시작했고, 1929년 이후 모든 대선에서 승리했던 그들은 결국 2000년에 국민행동당 (멕시코)에 대통령직을 내주었다. 이러한 정치적 전환과 함께 멕시코 독자들은 진정성과 자율성을 보여주는 언론 매체를 선호하기 시작했다.
펠리페 칼데론 전 국민행동당 대통령이 2006년에 취임했을 때, 그는 멕시코의 마약 밀매 조직을 다루기 위해 군사 주도 캠페인을 수행했다. 그 직후 멕시코 전역에 폭력이 확산되었는데, 이는 경쟁하는 조직 범죄 집단이 영토 통제와 정부와의 전투를 벌였기 때문이다. 이러한 마약 관련 살인 증가는 언론에 대한 공격 증가와 함께 나타났으며, 마약 카르텔과 부패한 공무원들은 뉴스에 도달하는 정보의 흐름을 통제하기를 원했다. 조직 범죄 집단은 전통적으로 언론인을 살해하거나, 실종시키거나, 위협함으로써 전통적인 인쇄 신문을 공격한다.

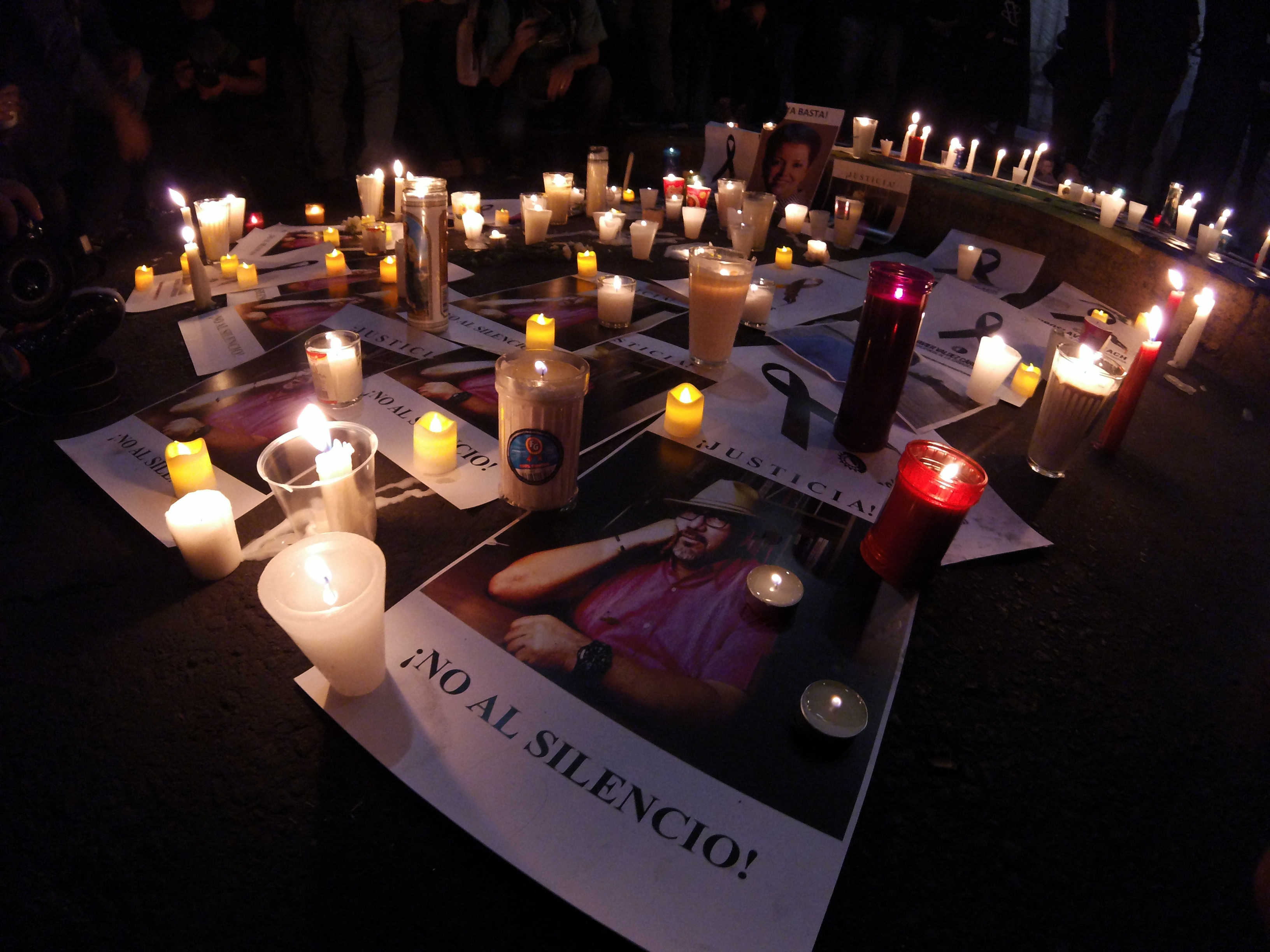
수상 경력이 있는 멕시코 언론인 하비에르 발데스 카르데나스가 2017년 5월 15일에 살해되었다

기존 언론은 기자들에게 너무 위협적이어서 멕시코의 일부 신문은 자기 검열을 하고 마약 밀매와 조직범죄에 대한 글을 쓰는 것을 중단했다. 다른 신문들은 단순히 공식 정부 보도 자료나 경찰 보고서에서 찾은 정보로 보도를 제한하는 반면, 다른 신문들은 마약 밀매 조직이 발행하도록 명령하는 내용을 강제로 써야 한다. 언론인들은 멕시코의 마약 폭력에 대해 글을 쓸 때 조심해야 하는데, 작은 일들이 보복을 초래할 수 있기 때문이다. "조직 범죄"와 같은 간단한 단어를 사용하는 것만으로도 마약 밀매 조직을 화나게 하기에 충분한 경우가 많다.
범죄 조직은 다양한 이유로 언론인을 표적으로 삼는다. 가장 흔한 이유 중 하나는 그들이 활동하는 지역, 특히 그 집단이 지역에 존재감을 확립하려고 할 때 언론을 침묵시키는 것이다. 또한 사업에 해를 끼칠 수 있는 출판물에 대한 보복으로 언론인을 살해하기도 한다. 카르텔은 도시가 안전하다는 이미지를 유지하여 멕시코 정부가 해당 지역에 더 많은 연방군을 파견하는 것을 막을 수 있기 때문에 언론이 침묵하기를 원한다. 게다가 멕시코 언론 매체는 두 개 이상의 조직 범죄 집단이 있는 지역에 있을 때 공격에 취약하다. 한 집단은 자신들에 대한 보도가 있으면 언론인을 살해하겠다고 위협할 수 있고, 다른 집단은 보도가 없으면 같은 일을 할 수 있다.
엔리케 페냐 니에토 대통령 행정부에서도 언론에 대한 공격은 계속되었다. 폭력은 전 세계에 도달하는 뉴스를 훼손했다. 지역 언론인들은 멕시코에서 매일 일어나는 일을 보도하는 데 주로 책임이 있으며, 국제 언론은 그들에게 의존한다.
안드레스 마누엘 로페스 오브라도르 대통령 임기 동안 언론인 및 언론 종사자에 대한 폭력이 85% 증가했다. 아침 브리핑에서 언론인과 독립 언론 매체를 자주 공격하는 로페스 오브라도르는 언론에 대한 위협을 종종 경시했다.
2022년 초에 살인 사건이 급증했다.

## 멕시코 마약 전쟁 이전

### 개혁 전쟁, 제2제국, 그리고 공화국 복원
| 날짜             | 이름                     | 위치       | 언론사                  | 상태 | 참고          |
| ---------------- | ------------------------ | ---------- | ----------------------- | ---- | ------------- |
| 1860년 12월 25일 | 비센테 세구라 아르게예스 | 멕시코     | Diario de Avisos        | 사망 | [ 26 ]        |
| 1863년           | 카를로스 R. 카사린       | 멕시코     | La Orquesta Mi Sombrero | 사망 | [ 26 ] [ 27 ] |
| 1866년 9월 23일  | 도나토 코르소 루이스     | 치아파스주 | La Tijera               | 사망 | [ 28 ]        |

### 포르피리아토와 혁명
| 날짜             | 이름                                                | 위치                   | 언론사                      | 상태 | 참고                 |
| ---------------- | --------------------------------------------------- | ---------------------- | --------------------------- | ---- | -------------------- |
| 1880년 4월 27일  | 산티아고 시에라                                     | 멕시코주               | La Libertad                 | 사망 | [ 29 ]               |
| 1885년 2월 17일  | 루이스 곤살레스 이 곤살레스                         | 모렐리아, 미초아칸     | El Acero El Explorador      | 사망 | [ 30 ] [ 31 ]        |
| 1887년 4월 28일  | 로베르토 베레아                                     | 멕시코                 | 해당 없음                   | 사망 | [ 26 ]               |
| 1892년 5월 13일  | 파블로 오초아                                       | 멕시코                 | El Norte de Chihuahua       | 사망 | [ 26 ]               |
| 1894년 4월 2일   | 에밀리오 오르도녜스                                 | 파추카, 이달고         | 해당 없음                   | 사망 | [ 32 ] [ 33 ]        |
| 1895년 7월 30일  | 헤수스 올모스 이 콘트레라스                         | 푸에블라주             | Crisis La Voz de la Verdad  | 사망 | [ 34 ]               |
| 1897년 1월 27일  | 호세 카예타노 발라데스 로차 필명: (아순시온 산체스) | 마사틀란, 시날로아     | La Tarántula                | 사망 | [ 35 ] [ 36 ] [ 37 ] |
| 1901년 4월       | 에우세비오 S. 알몬테                                | 메스칼라, 게레로주     | El Eco del Sur              | 사망 | [ 9 ] [ 38 ]         |
| 1902년 8월 30일  | 비센테 리베로 에체가라이                            | 탐피코, 타마울리파스주 | Bala Rasa                   | 사망 | [ 39 ]               |
| 1908년           | 루이스 디아스 쿠데르트                              | 멕시코                 | El Diario de Chihuahua      | 사망 | [ 26 ]               |
| 1911년 6월 1일   | 호세 사바스 데 라 모라                              | 쿨리아칸               | Voz del Norte               | 사망 | [ 40 ]               |
| 1912년 8월 11일  | 이그나시오 에레리아스                               | 틀랄티사판             | El Tiempo                   | 사망 | [ 41 ]               |
| 1912년 8월 11일  | 움베르토 레온 스트라우스                            | 틀랄티사판, 모렐로스주 | El Imparcial                | 사망 | [ 41 ]               |
| 1912년 8월 11일  | 호세 루이스 리베라                                  | 틀랄티사판, 모렐로스주 | 해당 없음                   | 사망 | [ 41 ]               |
| 1912년 9월 12일  | 호세 구르디엘 페르난데스                            | 발란칸, 타바스코주     | El Correo de Tabasco        | 사망 | [ 42 ] [ 43 ]        |
| 1912년 9월 12일  | 레논 데 라 모랄                                     | 발란칸, 타바스코주     | 해당 없음                   | 사망 | [ 44 ]               |
| 1913년           | – 데 라 토레                                        | 멕시코                 | 해당 없음                   | 사망 | [ 44 ] [ A 1 ]       |
| 1913년 2월 9일   | 마리아노 두케                                       | 멕시코시티             | El Defensor del Pueblo      | 사망 | [ 9 ] [ 45 ]         |
| 1913년 2월 22일  | 호세 룸비아                                         | 틀락스칼라, 틀락스칼라 | La Nueva República          | 사망 | [ 46 ]               |
| 1913년 8월 27일  | 솔론 아르게예스                                     | 멕시코시티             | Nueva Era                   | 사망 | [ 9 ] [ 47 ]         |
| 1913년 12월      | 빅토르 다비드 델가도                                | 치와와주               | 해당 없음                   | 사망 | [ 48 ]               |
| 1914년 8월       | A.F. 파레데스                                       | 카나네아               | La Voz de Cananea           | 사망 | [ 44 ]               |
| 1914년 8월       | 도난시오 차베스                                     | 카나네아, 소노라주     | La Verdad                   | 사망 | [ 44 ]               |
| 1914년 9월       | 마누엘 M. 휴스                                      | 카나네아, 소노라주     | 해당 없음                   | 사망 | [ 44 ]               |
| 1914년 12월 13일 | 파울리노 마르티네스                                 | 멕시코                 | El Chinaco La Voz de Juárez | 사망 | [ 49 ]               |

### 1917년 헌법부터 라사로 카르데나스 대통령 재임기까지
| 날짜             | 이름                          | 위치                            | 언론사                          | 상태 | 참고          |
| ---------------- | ----------------------------- | ------------------------------- | ------------------------------- | ---- | ------------- |
| 1917년 2월 9일   | 파우스티노 디아스             | 시날로아주                      | El Monitor Sinaloense           | 실종 | [ 35 ] [ 50 ] |
| 1918년           | 라사로 구티에레스 데 라라     | 사릭, 소노라                    | Revolución                      | 사망 | [ 51 ] [ 52 ] |
| 1919년           | 마르코스 토레스 콜라도        | 쿤두아칸                        | El Chisme                       | 사망 | [ 53 ] [ 54 ] |
| 1920년대         | 후안 라파엘 두란              | 산 페드로, 코아우일라           | El Látigo La Opinión            | 사망 | [ 55 ]        |
| 1920년 4월       | 프란시스코 랑헬               | 과달라하라, 할리스코            | Verbo Libre                     | 사망 | [ 56 ]        |
| 1920년 10월 12일 | 마누엘 레스카노               | 비야에르모사                    | El Radical                      | 사망 | [ 57 ]        |
| 1921년 7월 19일  | 플로렌시오 아빌라 이 카스티요 | 메리다 (멕시코)                 | 유카탄 언론인 협회              | 사망 | [ 58 ] [ 59 ] |
| 1922년 5월 24일  | 헤수스 Z. 모레노              | 멕시코시티                      | 엘 헤랄도 데 멕시코             | 사망 | [ 60 ]        |
| 1923년–1924년    | 페드로 플로레스 곤살레스      | 멕시코시티                      | 해당 없음                       | 사망 | [ 61 ]        |
| 1923년 6월 23일  | 앙헬 풀리도                   | 멕시코주                        | El Implacable                   | 사망 | [ 62 ]        |
| 1924년 7월 28일  | 호세 카르멘 에르난데스        | 멕시코                          | El Colmillo El Colmillo Público | 사망 | [ 63 ] [ 64 ] |
| 1927년 2월 5일   | 아르치발도 클라크             | 막달레나 데 키노                | El Heraldo                      | 사망 | [ 65 ]        |
| 1927년 4월       | 아나클레토 곤살레스 플로레스  | 과달라하라, 할리스코            | La Palabra                      | 사망 | [ 66 ] [ 67 ] |
| 1927년 10월 4일  | 알론소 카페티요               | 우이실락, 모렐로스주            | 해당 없음                       | 사망 | [ 68 ]        |
| 1928년 10월 2일  | 엔리케 울포크                 | 막달레나 데 키노, 소노라주      | La Revista                      | 사망 | [ 69 ]        |
| 1929년 5월 31일  | 루이스 D. 클루버              | 아과프리에타, 소노라            | La Vanguardia                   | 사망 | [ 55 ] [ 70 ] |
| 1930년 9월 13일  | 아르투로 가르시아             | 툭스틀라 구티에레스, 치아파스주 | Regeneración Chiapas Nuevo      | 사망 | [ 71 ]        |
| 1936년 2월 7일   | 훌리안 S. 곤살레스            | 멕시코시티                      | El Tiempo                       | 사망 | [ 72 ]        |
| 1939년 4월 20일  | 호세 트리니다드 마타 모라     | 푸에블라주                      | Avante                          | 사망 | [ 73 ] [ 74 ] |

### 마누엘 아빌라 카마초부터 루이스 에체베리아 대통령 재임기까지, 1940년–1976년
| 날짜             | 이름                                            | 위치                              | 언론사                     | 상태 | 참고          |
| ---------------- | ----------------------------------------------- | --------------------------------- | -------------------------- | ---- | ------------- |
| 1942년 10월 15일 | 에두아르도 갈다메스                             | 타파출라, 치아파스주              | El Sur de México           | 사망 | [ 71 ]        |
| 1944년 4월 3일   | 이그나시오 F. 에레리아스                        | 멕시코시티                        | Novedades                  | 사망 | [ 75 ]        |
| 1944년 4월 19일  | 살바도르 게레로 곤살레스                        | 토레온, 코아우일라                | La Opinión                 | 사망 | [ 76 ]        |
| 1947년 3월 31일  | 비센테 비야사나 곤살레스                        | 시우다드 빅토리아                 | El Mundo                   | 사망 | [ 77 ] [ 78 ] |
| 1948년 11월 11일 | 페르난도 산체스 브레톤                          | 멕시코시티                        | La Semana Ilustrada        | 사망 | [ 75 ]        |
| 1949년 11월 19일 | 호세 마리아 히메네스 루비오 필명: (니카노르)    | 마사틀란, 시날로아                | El Correo de la Tarde      | 사망 | [ 79 ]        |
| 1953년 10월 24일 | 라울 파라 몰리나                                | 살리나 크루스, 오아하카           | La Voz de Sureste          | 사망 | [ 80 ]        |
| 1956년 7월       | 마누엘 아코스타 메사                            | 티후아나                          | El Imparcial               | 사망 | [ 81 ] [ 82 ] |
| 1956년 9월 2일   | 페르난도 마르케스 산체스                        | 티후아나, 바하칼리포르니아주      | Baja California            | 사망 | [ 82 ]        |
| 1957년 5월 28일  | 마누엘 산체스 에르난데스                        | 테픽                              | La Extra de la Tarde       | 사망 | [ 83 ]        |
| 1959년 4월 24일  | 호르헤 살리나스 아라곤                          | 미나티틀란, 베라크루스주          | Diario de Sotavento        | 사망 | [ 84 ] [ 85 ] |
| 1961년 11월 26일 | 카를로스 에스트라다 사스트레                    | 티후아나, 바하칼리포르니아주      | Noticias                   | 사망 | [ 82 ] [ 86 ] |
| 1964년 7월 5일   | 호세 곤살레스 미라바예스 필명 (페페 미라바예스) | 아카풀코                          | Novedades                  | 사망 | [ 87 ]        |
| 1968년 4월 15일  | 후안 무뇨스 플로레스                            | 호후틀라                          | Alarma La voz de Morelos   | 사망 | [ 88 ]        |
| 1970년 1월 1일   | 카를로스 데네그리                               | 멕시코                            | 엑셀시오르                 | 사망 | [ 89 ]        |
| 1970년 10월 8일  | 에르네스토 에스피노사 에르난데스                | 치와와 (시)                       | La Jeringa                 | 사망 | [ 90 ] [ 91 ] |
| 1971년 7월 31일  | 비센테 가르시아 메디나                          | 엘 푸에르테, 시날로아             | El Avance                  | 사망 | [ 35 ] [ 92 ] |
| 1973년           | 호세 아순시온 멘데스                            | 치와와주                          | La Jeringa                 | 사망 | [ 93 ]        |
| 1975년 7월 7일   | 카를로스 로페스 이 로페스                       | 미아우아틀란 데 포르피리오 디아스 | El Demócrata de Antequerda | 사망 | [ 94 ]        |

### 호세 로페스 포르티요부터 에르네스토 세디요 대통령 재임기까지, 1976년–2000년
| 날짜             | 이름                              | 위치                                | 언론사                            | 상태 | 참고                     |
| ---------------- | --------------------------------- | ----------------------------------- | --------------------------------- | ---- | ------------------------ |
| 1977년 7월 31일  | 마리오 카를로스 로드리게스 팔콘   | 시날로아주                          | 해당 없음                         | 사망 | [ 35 ] [ A 2 ]           |
| 1977년 8월 22일  | 호세 과달루페 멘디빌              | 쿨리아칸                            | Diario de Sinaloa                 | 사망 | [ 35 ] [ 96 ]            |
| 1978년 2월 16일  | 로베르토 마르티네스 몬테네그로    | 쿨리아칸, 시날로아주                | Noreste Diario de Culiacán        | 사망 | [ 97 ] [ 98 ]            |
| 1978년 9월 13일  | 알바로 부르고아 로페스            | 오아하카 (시)                       | Critica La Prensa                 | 사망 | [ 99 ]                   |
| 1978년 9월 28일  | 파트리시오 페레스 핀타도          | 로마 보니타, 오아하카               | El Pinero                         | 사망 | [ 100 ]                  |
| 1979년           | 알바로 알레만                     | 오아하카주                          | El Demócrata de Antequera         | 사망 | [ 93 ]                   |
| 1979년           | 기예르모 가야르도 아스토르가      | 치와와 (시)                         | Índice                            | 사망 | [ 93 ] [ 101 ]           |
| 1979년 12월 13일 | 알베르토 로드리게스 토레스        | 파추카, 이달고                      | Solución Avanzando de Hidalgo     | 사망 | [ 102 ]                  |
| 1980년           | 과달루페 오초아 비야베르데        | 로스 모치스, 시날로아               | El Gráfico                        | 사망 | [ 93 ]                   |
| 1980년           | 알베르토 호세 알타미라노 오르테가 | 포사 리카, 베라크루스주             | Diario de Poza Rica               | 사망 | [ 103 ] [ 104 ]          |
| 1980년           | 호르헤 플리에고 로드리게스        | 베라크루스 (시)                     | El Dictamen                       | 사망 | [ 93 ] [ 101 ]           |
| 1980년 6월 7일   | 아론 플로레스 헤레디아            | 로스 모치스, 시날로아주             | El Debate                         | 사망 | [ 105 ] [ 106 ] [ 107 ]  |
| 1981년           | 호르헤 페레스 디아스              | 멕시코시티                          | Informex                          | 사망 | [ 108 ]                  |
| 1981년 2월 21일  | 호르헤 오르티스 라구나스          | 쿠에르나바카                        | Diario de Morelos                 | 사망 | [ 109 ]                  |
| 1981년 10월 16일 | 시코텐카틀 우레냐 세페다          | 아파칭간                            | Tribuna Libre                     | 사망 | [ 110 ] [ 108 ]          |
| 1982년 6월 27일  | 크리스토발 산체스 레예스          | 아카유칸, 베라크루스주              | Diario de Jalapa                  | 사망 | [ 111 ]                  |
| 1983년           | 마리오 센테노 고메스              | 네사우알코요틀                      | 해당 없음                         | 사망 | [ 112 ]                  |
| 1983년           | 마리오 에르난데스 벨트란          | 이스타팔라파                        | 해당 없음                         | 사망 | [ 108 ] [ 101 ]          |
| 1983년 2월 27일  | 마리오 센테노 야녜스              | 나우칼판, 멕시코주                  | Pregunta                          | 사망 | [ 113 ] [ A 3 ]          |
| 1983년 4월 20일  | 훌리안 산체스 벨트란              | 틀라후악                            | Radio Visión Activa               | 사망 | [ 115 ] [ A 4 ]          |
| 1983년 5월 17일  | 엘리세오 모란 무뇨스              | 푸엔테 데 익스틀라, 모렐로스주      | La Voz                            | 사망 | [ 116 ]                  |
| 1983년 12월 25일 | 살바도르 크루스 세르반테스        | 코르도바, 베라크루스주              | El Mundo de Orizaba               | 사망 | [ 117 ] [ 118 ] [ 119 ]  |
| 1984년           | 호르헤 페르난데스 가르두뇨        | 네사우알코요틀, 멕시코주            | El Mercurio                       | 사망 | [ 120 ] [ A 5 ]          |
| 1984년           | 훌리오 에르난데스 가르두뇨        | 시우다드 빅토리아                   | 해당 없음                         | 사망 | [ 120 ]                  |
| 1984년           | 프란시스코 살디바르 레예스        | 레이노사, 타마울리파스주            | 해당 없음                         | 사망 | [ 120 ] [ 108 ]          |
| 1984년 5월 30일  | 마누엘 부엔디아                   | 멕시코시티                          | 엑셀시오르                        | 사망 | [ 122 ] [ 123 ]          |
| 1984년 5월 31일  | 하비에르 후아레스 바스케스        | 베라크루스주                        | Primera Plana                     | 사망 | [ 124 ] [ 125 ]          |
| 1985년 1월 30일  | 존 클레이 워커                    | 과달라하라, 할리스코                | 프리랜서 언론인                   | 사망 | [ 126 ] [ 127 ]          |
| 1985년 1월 17일  | 호세 안토니오 고도이 메나         | 아유틀라 데 로스 리브레스, 게레로주 | El Correo de Iguala               | 사망 | [ 113 ] [ A 6 ]          |
| 1985년 3월 6일   | 에밀리오 산티아고 알바라도        | 테우아칸, 푸에블라                  | Portavoz                          | 사망 | [ 120 ] [ 129 ] [ A 7 ]  |
| 1985년 10월 25일 | 로베르토 오르넬라스 레예스        | 마사틀란, 시날로아                  | Noroeste                          | 사망 | [ 120 ] [ 130 ]          |
| 1986년           | 엑토르 로페스 로페스              | 시날로아주                          | 해당 없음                         | 사망 | [ 108 ]                  |
| 1986년           | 파블로 나헤라 로페스              | 시날로아주                          | Gaceta del Aire                   | 사망 | [ 35 ] [ 118 ]           |
| 1986년 5월 7일   | 호세 루이스 나바 란다             | 칠판싱고, 게레로주                  | Expresión Popular                 | 사망 | [ 131 ] [ 132 ]          |
| 1986년 8월 8일   | 엘레우테리오 카추 데 라 세르다    | 티후아나                            | El Heraldo                        | 사망 | [ 120 ] [ 133 ]          |
| 1986년 6월 17일  | 호르헤 브레냐스 아라야            | 레이노사, 타마울리파스주            | El Río                            | 사망 | [ 134 ] [ 135 ]          |
| 1986년 7월 17일  | C. 데이비드 카르데나스 루에다     | 베라크루스 (베라크루스주)           | Notiver                           | 사망 | [ 120 ] [ 136 ]          |
| 1986년 7월 17일  | 노르마 알리시아 모레노 피게로아   | 마타모로스                          | El Popular                        | 사망 | [ 137 ]                  |
| 1986년 7월 17일  | 에르네스토 플로레스 토리호스      | 마타모로스, 타마울리파스주          | El Popular                        | 사망 | [ 137 ]                  |
| 1986년 8월 15일  | 후안 마누엘 펠릭스 수에타         | 쿨리아칸                            | Diario de Sinaloa                 | 사망 | [ 120 ] [ 138 ]          |
| 1986년 10월 7일  | 오딜론 로페스 우리아스            | 과무칠                              | Onda                              | 사망 | [ 139 ]                  |
| 1986년 11월 5일  | 안토니오 이반 메넨데스 마르신     | 멕시코시티                          | 르몽드 디플로마티크               | 사망 | [ 132 ]                  |
| 1986년 12월 10일 | 마누엘 로드리게스 로드리게스      | 멕시코시티                          | El Nacional                       | 사망 | [ 140 ]                  |
| 1987년 3월 2일   | 마르틴 오르티스 모레노            | 아카풀코                            | Ovaciones Nueva Era               | 사망 | [ 132 ] [ A 8 ]          |
| 1987년 10월 16일 | 헤수스 미셸 하코보                | 쿨리아칸, 시날로아주                | El Sol de Sinaloa                 | 사망 | [ 142 ] [ 143 ]          |
| 1987년 10월 19일 | 클레멘티나 에레로스 안드라데      | 멕시코시티                          | La Prensa                         | 사망 | [ 144 ] [ A 9 ]          |
| 1987년 12월 28일 | 펠리페 곤살레스 에르난데스        | 네사우알코요틀, 멕시코주            | Un Minuto en la Noticia           | 사망 | [ 145 ] [ A 10 ]         |
| 1988년 2월 22일  | 마누엘 부르게뇨 오르두뇨          | 마사틀란                            | Deslinde El Sol del Pacífico      | 사망 | [ 146 ] [ 147 ]          |
| 1988년 3월 19일  | 다미안 세르히오 데 루나           | 멕시코시티                          | Revelación                        | 사망 | [ 147 ] [ A 11 ]         |
| 1988년 4월 20일  | 엑토르 펠릭스 미란다              | 티후아나                            | Zeta                              | 사망 | [ 149 ]                  |
| 1988년 7월 15일  | 로나이 곤살레스 레예스            | 코미탄                              | El Mundo                          | 사망 | [ 148 ] [ 150 ] [ A 12 ] |
| 1988년 7월 23일  | 린다 베하라노 데 고메스           | 시우다드후아레스                    | XHIJ-TV                           | 사망 | [ 152 ] [ 153 ] [ A 13 ] |
| 1988년 10월 15일 | 리고베르토 코리아 오초아          | 아카풀코, 게레로주                  | El Trópico                        | 사망 | [ 132 ]                  |
| 1989             | 호엘 에레라 수리타                | 멕시코                              | El Dictamen                       | 사망 | [ 120 ]                  |
| 1989년 1월 11일  | 에세키엘 우에르타 아코스타        | 살티요                              | Avances Políticos                 | 사망 | [ 132 ] [ 154 ]          |
| 1989년 1월 19일  | 알베르토 루발카바 토레스          | 할리스코주                          | Novedades de Zapopan              | 사망 | [ 155 ]                  |
| 1989년 4월 11일  | 움베르토 가예고스 소브리노        | 치아파스주                          | N/A                               | 사망 | [ 156 ] [ 119 ]          |
| 1989년 4월 23일  | 아르만도 산체스 에레라            | 리오 베르데, 산 루이스 포토시       | Momento                           | 사망 | [ 157 ]                  |
| May 1989         | 프란시스코 발렌시아 고메스        | 미초아칸주                          | N/A                               | 사망 | [ 157 ]                  |
| 1989년 6월 29일  | 오스카르 트레비뇨                 | 마타모로스, 타마울리파스주          | N/A                               | 사망 | [ 158 ]                  |
| 1989년 6월 30일  | 엘리아스 마리오 메디나 발렌수엘라 | 두랑고 (두랑고주)                   | El Norte El Sol de Durango        | 사망 | [ 159 ] [ 160 ]          |
| October 1989     | 이스마엘 레온 레온                | 네사우알코요틀, 멕시코주            | Informeza                         | 사망 | [ 157 ]                  |
| 1989년 11월 23일 | 마르틴 에레디아 산체스            | 우아투스코                          | El Sol del Centro                 | 실종 | [ 161 ]                  |
| 1989년 12월 19일 | 로돌포 멘도사 모랄레스            | 푸에블라주                          | El Heraldo de México – Puebla     | 사망 | [ 132 ]                  |
| 1989년 12월 23일 | 엘비라 마르셀로 에스키벨          | 멕시코시티                          | El Día                            | 사망 | [ 162 ]                  |
| 1990             | 라울 수니가                       | 오아하카 (오아하카주)               | N/A                               | 사망 | [ 163 ]                  |
| 1990년 1월 19일  | 안토니오 디아스 바르가스          | 마타모로스, 타마울리파스주          | El Diario                         | 사망 | [ 157 ] [ 164 ]          |
| 1990년 3월 10일  | 하이메 우이트론 베가              | 툴라, 이달고                        | Tollan                            | 사망 | [ 162 ] [ 165 ]          |
| 1990년 5월 4일   | 로베르토 아수아 카마초            | 레이노사                            | El Nacional                       | 사망 | [ 140 ] [ 166 ]          |
| 1990년 6월 6일   | 알프레도 코르도바 솔로르사노      | 타파출라                            | Unomásdos                         | 사망 | [ 167 ]                  |
| 1991             | 라사로 카르데나스                 | 미초아칸주                          | 라디오 아술                       | 사망 | [ 167 ]                  |
| 1991년 2월 1일   | 카를로스 알베르토 메디나          | 멕시코                              | 엑셀시오르                        | 사망 | [ 168 ]                  |
| 1991년 3월 16일  | 프리미티보 곤살레스 베세라        | 과달라하라                          | El Diario                         | 사망 | [ 169 ]                  |
| 1991년 4월 6일   | 알레한드로 캄포스 모레노          | 쿠에르나바카                        | Diario de Morelos                 | 사망 | [ 167 ] [ 170 ]          |
| 1991년 7월 3일   | 빅토르 마누엘 오로페사            | 시우다드후아레스                    | Diario de Juárez                  | 사망 | [ 171 ]                  |
| 1991년 10월 7일  | 후벤시오 아레나스 갈베스          | 멕시코시티                          | Cuestión                          | 사망 | [ 172 ]                  |
| 1991년 10월 14일 | 가브리엘 베네가스 발렌시아        | 멕시코                              | 텔레비사                          | 사망 | [ 173 ]                  |
| 1992년 1월 3일   | 페르난도 프레시아도 에스코바르    | 타파출라, 치아파스주                | La Opinión de la Costa            | 사망 | [ 174 ]                  |
| 1992년 4월 7일   | 니칸드로 로페스 바스케스          | 오아하카주                          | XEKZ-AM                           | 사망 | [ 174 ] [ 175 ]          |
| 1992년 11월 13일 | 이그나시오 멘도사 카스티요        | 멕시코시티                          | La Voz del Caribe                 | 사망 | [ 174 ] [ 176 ]          |
| 1992년 12월 28일 | 헤수스 누녜스 산체스              | 틀랄네판틀라 데 바스                | Objetivo                          | 사망 | [ 174 ]                  |
| January 1993     | 카를로스 아길라르 가르사          | 누에보라레도                        | Y Punto                           | 사망 | [ 177 ]                  |
| 1993년 1월 23일  | 막시미아노 키리노 에스코바르      | 레이노사, 타마울리파스주            | Consigna de Reynosa               | 사망 | [ 178 ]                  |
| 1993년 2월 1일   | 로베르토 안토니오 만시야 에레라   | 툭스틀라구티에레스                  | Es! Cuarto Poder                  | 사망 | [ 179 ]                  |
| 1993년 3월 5일   | 호세 에레라 카냐스                | 멕시코시티                          | Servicios Fotográficos Personales | 사망 | [ 180 ]                  |
| 1993년 3월 15일  | 제시카 엘리살데 데 레온           | 시우다드후아레스                    | FM 106 Radio Centro               | 사망 | [ 167 ] [ 181 ]          |
| 1993년 6월 2일   | 아라셀리 카바예로 에르난데스      | 에카테펙, 멕시코주                  | El Día                            | 사망 | [ 181 ]                  |
| 1993년 7월 30일  | 그레고리오 산체스 모라            | 베라크루스주                        | La Voz del Pueblo                 | 사망 | [ 182 ]                  |
| 1994년 3월 17일  | 호세 아구스틴 레예스              | 라파스, 바하칼리포르니아            | Cadena RASA 엘 에랄도 데 멕시코   | 사망 | [ 183 ]                  |
| 1994년 6월 6일   | 호르헤 마르틴 도란테스            | 모렐로스주                          | El Crucero                        | 사망 | [ 184 ]                  |
| 1994년 7월 6일   | 엔리케 페랄타 토레스              | 모렐로스주                          | La Unión de Morelos               | 사망 | [ 185 ]                  |
| 1994년 7월 11일  | 호세 루이스 로하스                | 쿠에르나바카, 모렐로스주            | La Unión de Morelos               | 사망 | [ 186 ]                  |
| 1995             | 쿠아우테목 오르넬라스 오캄포      | 토레온                              | Alcance                           | 실종 | [ 187 ] [ 188 ]          |
| 1995년 2월 5일   | 루페르토 아르멘타 헤라르도        | 과사베                              | El Regional                       | 사망 | [ 189 ]                  |
| 1995년 6월 18일  | 단테 에스파르타코 코르테스        | 티후아나                            | El Mexicano                       | 사망 | [ 190 ]                  |
| 1996년 10월 25일 | 페르난도 마르티네스 오초아        | 치와와주                            | 정부 언론인                       | 사망 | [ 167 ] [ 191 ]          |
| 1996년 11월 28일 | 에드가르 메이슨                   | 우이트실락, 모렐로스주              | 경제 칼럼니스트                   | 사망 | [ 192 ]                  |
| 1996년 12월 3일  | 페르난도 발데라스 산체스          | 멕시코시티                          | 범죄 전문 언론인                  | 사망 | [ 193 ] [ 194 ]          |
| 1996년 12월 3일  | 욜란다 피게로아                   | 멕시코시티                          | 범죄 서적 작가                    | 사망 | [ 193 ] [ 194 ]          |
| 1997년 3월 22일  | 헤수스 아벨 부에노 레온           | 칠판싱고, 게레로주                  | 7 Días                            | 사망 | [ 195 ]                  |
| 1997년 7월 15일  | 벤하민 플로레스 곤살레스          | 산 루이스 리오 콜로라도, 소노라     | La Prensa                         | 사망 | [ 196 ]                  |
| 1997년 7월 26일  | 빅토르 에르난데스 마르티네스      | 멕시코시티                          | Cómo                              | 사망 | [ 197 ]                  |
| 1997년 12월 16일 | 마르가리토 모랄레스 라미레스      | 코쿨라, 할리스코                    | El Nuevo Zitlán                   | 사망 | [ 198 ]                  |
| 1998년 2월 12일  | 루이스 마리오 가르시아 로드리게스 | 멕시코시티                          | La Tarde                          | 사망 | [ 199 ]                  |
| 1998년 6월 7일   | 파코 스탠리                       | 멕시코시티                          | TV 아즈테카                       | 사망 | [ 200 ]                  |
| 1998년 8월 3일   | 샐리 수 헐스                      | 멕시코시티                          | TIMES – Mexico City               | 사망 | [ 201 ]                  |
| 1998년 10월 23일 | 클라우디오 코르테스 가르시아      | 멕시코시티                          | 르몽드 디플로마티크               | 사망 | [ 202 ] [ 203 ]          |
| 1998년 10월 29일 | 페드로 바예 에르난데스            | 시우다드 이괄라, 게레로             | XEUQ 라디오 바리에다데스          | 사망 | [ 124 ] [ 204 ]          |
| 1998년 12월 15일 | 필립 트루                         | 할리스코주                          | 샌안토니오 익스프레스-뉴스        | 사망 | [ 205 ]                  |
| 1999년 4월 15일  | 마리오 모랄레스 팔라시오스        | 마타모로스, 타마울리파스주          | El Bravo                          | 사망 | [ 134 ] [ 206 ]          |
| 1999년 4월 28일  | 라미로 라미레스 두아르테          | 사카푸, 미초아칸                    | El Heraldo                        | 사망 | [ 124 ]                  |
| 2000년 2월 7일   | 루이스 로베르토 크루스 마르티네스 | 레이노사, 타마울리파스주            | Multicosas                        | 사망 | [ 207 ] [ 208 ]          |
| 2000년 4월 9일   | 파블로 피네다 가우신              | 마타모로스, 타마울리파스주          | La Opinión                        | 사망 | [ 209 ]                  |
| 2000년 4월 19일  | 우고 산체스 에우스타키오          | 아티사판 데 사라고사, 멕시코주      | La Verdad                         | 사망 | [ 210 ]                  |
| 2000년 4월 28일  | 호세 라미레스 푸엔테              | 시우다드후아레스                    | 라디오 넷                         | 사망 | [ 211 ]                  |
| 2000년 6월 22일  | 윌리엄 우이카브 살라스            | 체투말                              | Canal 8                           | 사망 | [ 212 ]                  |
| 2000년 10월 31일 | 알프레도 가르시아 마르케스        | 에르모시요                          | Encuentro                         | 사망 | [ 213 ]                  |

### 비센테 폭스 임기, 2000년–2006년
| 날짜             | 이름                                            | 위치                            | 언론사                                   | 상태 | 참고            |
| ---------------- | ----------------------------------------------- | ------------------------------- | ---------------------------------------- | ---- | --------------- |
| 2001년 2월 9일   | 움베르토 멘데스 렌돈                            | 고메스팔라시오                  | Canal 6 de Durango                       | 사망 | [ 214 ]         |
| 2001년 2월 21일  | 호세 루이스 오르테가 마타                       | 오히나가                        | Seminario de Ojinaga                     | 사망 | [ 215 ]         |
| 2001년 3월 9일   | 호세 바르보사 베하라노                          | 시우다드후아레스                | Alarma                                   | 사망 | [ 207 ]         |
| 2001년 3월 27일  | 사울 안토니오 마르티네스 구티에레스             | 마타모로스, 타마울리파스주      | El Imparcial                             | 사망 | [ 216 ]         |
| 2002년 1월 12일  | 펠릭스 알폰소 페르난데스 가르시아               | 미겔 알레만, 타마울리파스       | Nueva Opción                             | 사망 | [ 217 ]         |
| 2002년 2월 1일   | 훌리오 사무엘 모랄레스 페론 필명: (세베로 미론) | 타쿠바, 멕시코시티              | El Sol de México                         | 사망 | [ 218 ]         |
| 2002년 10월 15일 | 호세 미란다 비르헨                              | 베라크루스주                    | El Sur de Veracruz                       | 사망 | [ 219 ]         |
| 2003년 6월 10일  | 헤수스 산달리오 메히아 레추가                   | 마르티네스 데 라 토레           | Primera Hora MS Noticias                 | 사망 | [ 207 ] [ 220 ] |
| 2003년 9월 15일  | 그레고리오 우리에타                             | 아카풀코, 게레로주              | El Sur                                   | 사망 | [ 207 ] [ 220 ] |
| 2003년 12월 13일 | 라파엘 비야푸에르테 아길라르                    | 시우다드 알타미라노             | La Razón                                 | 사망 | [ 208 ] [ 221 ] |
| 2004년 2월 11일  | 알베르토 토레스 비예가스                        | 코르도바, 베라크루스            | El Sol del Centro                        | 사망 | [ 222 ]         |
| 2004년 2월 21일  | 미리암 데니스 라모스 델가도                     | 에르모시요, 소노라주            | Notimex                                  | 사망 | [ 223 ]         |
| 2004년 3월 19일  | 로베르토 하비에르 모라 가르시아                 | 누에보라레도                    | El Mañana                                | 사망 | [ 224 ]         |
| 2004년 6월 22일  | 프란시스코 하비에르 오르티스 프랑코             | 티후아나                        | Zeta                                     | 사망 | [ 225 ]         |
| 2004년 8월 31일  | 프란시스코 아라티아 살디에르나                  | 마타모로스, 타마울리파스주      | El Imparcial El Regional                 | 사망 | [ 226 ]         |
| 2004년 9월 9일   | 레오데가리오 아길레라 루카스                    | 게레로주                        | Mundo Político                           | 사망 | [ 207 ]         |
| 2004년 11월 28일 | 그레고리오 로드리게스 에르난데스                | 에스쿠이나파, 시날로아          | El Debate                                | 사망 | [ 227 ]         |
| 2005년 4월 2일   | 알프레도 히메네스 모타                          | 에르모시요, 소노라주            | El Imparcial                             | 실종 | [ 228 ] [ 229 ] |
| 2005년 4월 8일   | 라울 깁 게레로                                  | 포사 리카                       | La Opinión                               | 사망 | [ 230 ]         |
| 2005년 4월 16일  | 돌로레스 과달루페 가르시아 에스카미야           | 누에보라레도                    | 스테레오 91                              | 사망 | [ 231 ]         |
| 2005년 9월 17일  | 호세 레예스 브람빌라                            | 과달라하라                      | Vallarta Milenio                         | 사망 | [ 232 ]         |
| 2005년 10월 31일 | 우고 바라간 오르티스                            | 티에라 블랑카, 베라크루스       | XEJF 라디오 막스 La Crónica de la Cuenca | 사망 | [ 233 ]         |
| 2005년 10월 25일 | 훌리오 세사르 마르티네스 페레스                 | 레이노사, 타마울리파스주        | Siglo de México                          | 사망 | [ 234 ] [ 235 ] |
| 2006년 1월 6일   | 호세 발데스                                     | 사비나스                        | 91.9 라 마스 부에나                      | 사망 | [ 236 ]         |
| 2006년 3월 9일   | 하이메 아르투로 올베라 브라보                   | 라 피에다드, 미초아칸           | 라 보스 데 미초아칸                      | 사망 | [ 237 ]         |
| 2006년 3월 10일  | 라미로 텔레스 콘트레라스                        | 누에보라레도                    | 엑사 95.7                                | 사망 | [ 207 ] [ 238 ] |
| 2006년 3월 26일  | 로센도 파르도 오수나                            | 툭스틀라구티에레스, 치아파스주  | La Voz del Sureste                       | 사망 | [ 239 ]         |
| 2006년 7월 8일   | 라파엘 오르티스 마르티네스                      | 몬클로바                        | Zócalo                                   | 실종 | [ 240 ]         |
| 2006년 8월 10일  | 엔리케 페레아 킨타니야                          | 치와와 (치와와주)               | Dos Caras, Una Verdad                    | 사망 | [ 241 ]         |
| 2006년 10월 27일 | 브래들리 윌                                     | 산타 루시아 델 카미노, 오아하카 | Indymedia                                | 사망 | [ 242 ]         |
| 2006년 11월 10일 | 미사엘 타마요 에르난데스                        | 시우다드 이괄라, 게레로         | El Despertar de la Costa                 | 사망 | [ 243 ]         |
| 2006년 11월 17일 | 호세 마누엘 나바 산체스                         | 멕시코시티                      | 엑셀시오르 El Sol de México              | 사망 | [ 244 ]         |
| 2006년 11월 20일 | 호세 안토니오 가르시아 아팍                     | 테팔카테펙, 미초아칸            | Ecos de la Cuenca                        | 실종 | [ 245 ]         |
| 2006년 11월 21일 | 로베르토 마르코스 가르시아                      | 베라크루스주                    | Alarma Testimonio                        | 사망 | [ 246 ]         |
| 2006년 11월 30일 | 알폰소 산체스 구스만                            | 오리사바                        | Enlace Veracruz 텔레비사 베라크루스      | 사망 | [ 219 ]         |
| 2006년 12월 8일  | 라울 마르시알 페레스                            | 오아하카 (오아하카주)           | El Gráfico                               | 사망 | [ 247 ]         |

## 멕시코 마약 전쟁중

### 펠리페 칼데론 임기
| 날짜             | 이름                                  | 위치                                   | 언론사                                                  | 상태 | 참고            |
| ---------------- | ------------------------------------- | -------------------------------------- | ------------------------------------------------------- | ---- | --------------- |
| 2007년 1월 17일  | 헤라르도 게바라 도밍게스              | 오캄포, 두랑고                         | Siglo XXI                                               | 사망 | [ 248 ]         |
| 2007년 1월 20일  | 로돌포 린콘 타라세나                  | 비야에르모사                           | Tabasco Hoy                                             | 사망 | [ 249 ]         |
| 2007년 4월 6일   | 아마도 라미레스 딜라네스              | 아카풀코, 게레로주                     | Radiorama                                               | 사망 | [ 250 ]         |
| 2007년 4월 16일  | 사울 노에 마르티네스 오르테가         | 누에보 카사스 그란데스                 | Interdiario                                             | 사망 | [ 251 ]         |
| 2007년 5월 9일   | 가브리엘 곤살레스 리베라              | 멕시코시티                             | Denuncia ciudadana                                      | 사망 | [ 252 ]         |
| 2007년 9월 5일   | 오스카르 리베라 인순사                | 쿨리아칸                               | Noroeste                                                | 사망 | [ 253 ]         |
| 2007년 10월 8일  | 마테오 코르테스 마르티네스            | 테우안테펙, 오아하카                   | El Imparcial del Istmo                                  | 사망 | [ 254 ]         |
| 2007년 10월 8일  | 아구스틴 로페스 놀라스코              | 테우안테펙, 오아하카주                 | El Imparcial del Istmo                                  | 사망 | [ 255 ]         |
| 2007년 10월 8일  | 플로르 바스케스 로페스                | 테우안테펙, 오아하카주                 | El Imparcial del Istmo                                  | 사망 | [ 256 ]         |
| 2007년 12월 3일  | 가스통 알론소 아코스타 토스카노       | 아과스 프리에타, 소노라                | Noticias de la Frontera                                 | 사망 | [ 257 ]         |
| 2007년 12월 8일  | 헤라르도 이스라엘 가르시아 피멘텔     | 우루아판                               | La Opinión de Michoacán                                 | 사망 | [ 258 ]         |
| 2007년 12월 8일  | 후안 파블로 솔리스                    | 툭스판, 미초아칸                       | 라디오 시타쿠아로                                       | 사망 | [ 259 ] [ 260 ] |
| 2008년 1월 7일   | 클라우디아 로드리게스 예라            | 멕시코주                               | Revista Cinemagazine Radio Mix Ecatepec                 | 사망 | [ 210 ]         |
| 2008년 2월 5일   | 프란시스코 오르티스 몬로이            | 카마르고, 타마울리파스                 | Diario de México                                        | 사망 | [ 261 ]         |
| 2008년 2월 7일   | 보니파시오 크루스 산티아고            | 네사우알코요틀, 멕시코주               | El Real                                                 | 사망 | [ 262 ]         |
| 2008년 2월 7일   | 알폰소 크루스 크루스                  | 네사우알코요틀, 멕시코주               | El Real                                                 | 사망 | [ 262 ]         |
| 2008년 2월 12일  | 마우리시오 에스트라다 사모라          | 아파친간, 미초아칸                     | La Opinión de Apatzingán                                | 실종 | [ 263 ]         |
| 2008년 4월 7일   | 테레사 바우티스타 메리노              | 푸틀라 데 게레로, 오아하카             | Radio Copala                                            | 사망 | [ 264 ]         |
| 2008년 4월 7일   | 펠리시타스 마르티네스 산체스          | 푸틀라 데 게레로, 오아하카주           | Radio Copala                                            | 사망 | [ 265 ]         |
| 2008년 6월 25일  | 칸델라리오 페레스 페레스              | 시우다드후아레스                       | 프리랜서 언론인                                         | 사망 | [ 266 ]         |
| 2008년 9월 24일  | 알레한드로 세논 폰세카 에스트라다     | 비야에르모사, 타바스코주               | 엑사 FM                                                 | 사망 | [ 267 ]         |
| 2008년 10월 10일 | 프란시스코 하비에르 살라스            | 티후아나                               | El Mexicano                                             | 사망 | [ 268 ]         |
| 2008년 10월 10일 | 데이비드 가르시아 몬로이              | 치와와, 치와와주                       | 라 호르나다 El Diario de Chihuahua                      | 사망 | [ 269 ]         |
| 2008년 10월 10일 | 미겔 앙헬 비야고메스 바예             | 라사로 카르데나스, 미초아칸            | La Noticia de Michoacán                                 | 사망 | [ 270 ]         |
| 2008년 11월 13일 | 아르만도 로드리게스 카레온            | 시우다드후아레스                       | El Diario de Juárez                                     | 사망 | [ 271 ]         |
| 2008년 12월 14일 | 라울 마르시알 페레스                  | 포사 리카, 베라크루스주                | Noreste de Poza Rica                                    | 사망 | [ 219 ]         |
| 2009년 2월 13일  | 장 폴 이바라 라미레스                 | 이괄라                                 | El Correo                                               | 사망 | [ 272 ]         |
| 2009년 2월 24일  | 루이스 다니엘 멘데스 에르난데스       | 우아야코코틀라, 베라크루스             | 라 포데로사                                             | 사망 | [ 273 ]         |
| 2009년 2월 27일  | 후안 카를로스 에르난데스 문도         | 탁스코, 게레로                         | El Quijote Ultimátum de Taxco                           | 사망 | [ 274 ]         |
| 2009년 5월 3일   | 카를로스 오르테가 삼페르              | 산타 마리아 엘 오로, 두랑고            | El Tiempo de Durango                                    | 사망 | [ 275 ]         |
| 2009년 5월 26일  | 엘리세오 바론 에르난데스              | 고메스팔라시오                         | La Opinión – Milenio                                    | 사망 | [ 276 ]         |
| 2009년 7월 12일  | 마르틴 하비에르 미란다 아빌레스       | 시타쿠아로                             | Quadratín Panorama                                      | 사망 | [ 277 ]         |
| 2009년 7월 14일  | 에르네스토 몬타녜스 발디비아          | 시우다드후아레스                       | Enfoque del Sol de Chihuahua                            | 사망 | [ 278 ]         |
| 2009년 7월 28일  | 후안 다니엘 마르티네스 힐             | 아카풀코, 게레로주                     | 라디오라마 아카풀코                                     | 사망 | [ 279 ]         |
| 2009년 9월 21일  | 하이메 오마르 간다라 산마르틴         | 치와와, 치와와주                       | 프리랜서 사진작가                                       | 사망 | [ 280 ]         |
| 2009년 9월 23일  | 노르베르토 미란다 마드리드            | 카사스 그란데스, 치와와                | Radio Visión                                            | 사망 | [ 281 ]         |
| 2009년 10월 10일 | 헤라르도 에스파르사 마타              | 두랑고, 두랑고주                       | 지역 정부 기자                                          | 사망 | [ 282 ]         |
| 2009년 10월 11일 | 파비안 라미레스 로페스                | 마사틀란                               | 라 마히아 97.1                                          | 사망 | [ 283 ]         |
| 2009년 11월 2일  | 호세 블라디미르 안투나 가르시아       | 두랑고, 두랑고주                       | El Tiempo de Durango                                    | 사망 | [ 284 ]         |
| 2009년 11월 11일 | 마리아 에스테르 아길라르 칸심베       | 사모라, 미초아칸                       | Diario de Zamora Cambio de Michoacán                    | 실종 | [ 285 ] [ 286 ] |
| 2009년 11월 24일 | 호세 에밀리오 갈린도 로블레스         | 시우다드 구스만                        | 라디오 우니베르시다드 데 과달라하라                     | 사망 | [ 207 ]         |
| 2009년 12월 23일 | 호세 알베르토 벨라스케스 로페스       | 툴룸, 킨타나로오                       | Expresiones de Tulum                                    | 사망 | [ 287 ]         |
| 2010년 1월 16일  | 호세 루이스 로메로                    | 로스 모치스                            | Línea Directa                                           | 사망 | [ 288 ]         |
| 2010년 1월 8일   | 발렌틴 발데스 에스피노사              | 살티요                                 | Zócalo de Saltillo                                      | 사망 | [ 289 ]         |
| 2010년 1월 29일  | 호르헤 오초아 마르티네스              | 아유틀라 데 로스 리브레스, 게레로      | El Sol de la Costa                                      | 사망 | [ 290 ]         |
| March 2010       | 미겔 앙헬 부에노 사모라               | 레이노사, 타마울리파스주               | El Mañana de Reynosa                                    | 실종 | [ 291 ]         |
| March 2010       | 페드로 아르구요                       | 레이노사, 타마울리파스주               | La Tarde El Mañana de Reynosa                           | 실종 | [ 291 ]         |
| March 2010       | 데이비드 실바                         | 레이노사, 타마울리파스주               | La Tarde El Mañana de Reynosa                           | 실종 | [ 291 ]         |
| 2010년 3월 2일   | 호르헤 라바고 발데스                  | 레이노사, 타마울리파스주               | La Prensa                                               | 사망 | [ 292 ]         |
| 2010년 3월 12일  | 에바리스토 파체코 솔리스              | 칠판싱고, 게레로주                     | Visión Informativa                                      | 사망 | [ 293 ]         |
| 2010년 4월 6일   | 라몬 앙헬레스 살파                    | 미초아칸주                             | Cambio de Michoacán                                     | 실종 | [ 294 ]         |
| 2010년 4월 10일  | 엔리케 비야카냐 팔로마레스            | 모렐리아                               | La Voz de Michoacán                                     | 사망 | [ 295 ]         |
| 2010년 4월 20일  | 에바리스토 오르테가 사라테            | 콜리파, 베라크루스                     | Espacio                                                 | 실종 | [ 296 ]         |
| 2010년 4월 17일  | 마리아 이사벨라 코르데로              | 치와와, 치와와주                       | 텔레비사 치와와                                         | 사망 | [ 297 ]         |
| 2010년 5월 10일  | 가마리엘 로페스 칸다노사              | 몬테레이                               | TV 아즈테카 몬테레이                                    | 실종 | [ 298 ] [ 299 ] |
| 2010년 5월 10일  | 헤라르도 파레데스 페레스              | 몬테레이                               | TV 아즈테카 몬테레이                                    | 실종 | [ 298 ] [ 299 ] |
| 2010년 6월 23일  | 미겔 앙헬 부에노 멘데스               | 우이스킬루칸, 멕시코주                 | Diario Nuestro Distrito                                 | 사망 | [ 300 ]         |
| 2010년 6월 28일  | 후안 프란시스코 로드리게스 리오스     | 코유카 데 베니테스, 게레로             | El Sol de Acapulco                                      | 사망 | [ 301 ]         |
| 2010년 6월 28일  | 마리아 엘비라 에르난데스 갈레아나     | 코유카 데 베니테스, 게레로주           | Nueva Línea                                             | 사망 | [ 302 ]         |
| 2010년 7월 6일   | 우고 알프레도 올리베라 카르타스       | 아파친간, 미초아칸주                   | Quadratín La Voz de Michoacán                           | 사망 | [ 303 ]         |
| 2010년 7월 10일  | 마르코 아우렐리오 마르티네스 티헤리나 | 몬테모렐로스, 누에보레온               | XEDD 라디오 라 트레멘다                                 | 사망 | [ 304 ]         |
| 2010년 7월 10일  | 기예르모 알카라스 트레호              | 치와와, 치와와주                       | 주 정부 언론인                                          | 사망 | [ 304 ]         |
| 2010년 9월 7일   | 마르셀로 테노리오 오캄포              | 캄페체주                               | N/A                                                     | 사망 | [ 207 ]         |
| 2010년 9월 16일  | 루이스 카를로스 산티아고 오로스코     | 시우다드후아레스                       | El Diario de Juárez                                     | 사망 | [ 305 ]         |
| 2010년 9월 27일  | 라파엘 아르만도 무로                  | 시우다드후아레스                       | Chihuahuapost.com                                       | 사망 | [ 306 ]         |
| 2010년 9월 30일  | 후안 프란시스코 가르시아 마르케스     | 시우다드후아레스                       | Diario PM                                               | 사망 | [ 307 ]         |
| 2010년 10월 4일  | 호세 후안 누녜스 사라비아             | 산티아고 파파스키아로                  | N/A                                                     | 사망 | [ 308 ]         |
| 2010년 10월 28일 | 셀레네 에르난데스 레온                | 톨루카                                 | Nuestro Tiempo                                          | 사망 | [ 309 ]         |
| 2010년 11월 5일  | 카를로스 알베르토 과하르도 로메로     | 마타모로스, 타마울리파스주             | Expreso Matamoros                                       | 사망 | [ 310 ]         |
| 2011년 2월 9일   | 로돌포 오초아 모레노                  | 토레온                                 | 라구나 멀티미디어 그룹                                  | 사망 | [ 311 ]         |
| 2011년 3월 25일  | 루이스 에마누엘 루이스 카리요         | 과달루페 (누에보레온주)                | La Prensa                                               | 사망 | [ 312 ]         |
| 2011년 3월 25일  | 호세 루이스 세르다 멜렌데스           | 과달루페 (누에보레온주)                | 텔레비사 몬테레이                                       | 사망 | [ 313 ]         |
| 2011년 5월 31일  | 노엘 로페스 올긴                      | 치나메카, 베라크루스                   | La Verdad de Jáltipan                                   | 사망 | [ 314 ]         |
| 2011년 6월 7일   | 마르코 안토니오 로페스 오르티스       | 아카풀코, 게레로주                     | Novedades Acapulco                                      | 실종 | [ 315 ]         |
| 2011년 6월 14일  | 파블로 루엘라스 바라사                | 우아타밤포                             | Diario del Yaqui El Regional de Sonora                  | 사망 | [ 315 ] [ 316 ] |
| 2011년 6월 20일  | 미겔 앙헬 로페스 벨라스코             | 베라크루스주                           | Notiver                                                 | 사망 | [ 317 ]         |
| 2011년 6월 20일  | 미사엘 로페스 솔라나                  | 베라크루스주                           | Notiver                                                 | 사망 | [ 318 ]         |
| 2011년 7월 3일   | 앙헬 카스티요 코로나                  | 오킬란, 멕시코주                       | Puntual Diario de México                                | 사망 | [ 319 ]         |
| 2011년 7월 26일  | 욜란다 오르다스 데 라 크루스          | 베라크루스 (베라크루스주)              | Notiver                                                 | 사망 | [ 320 ]         |
| 2011년 9월 1일   | 아나 마리아 마르셀라 야르세 비베로스  | 이스탈라파, 멕시코시티                 | Contralínea                                             | 사망 | [ 321 ]         |
| 2011년 9월 1일   | 로시오 곤살레스 트라파가              | 이스탈라파, 멕시코시티                 | 텔레비사 멕시코시티                                     | 사망 | [ 321 ]         |
| 2011년 9월 20일  | 마누엘 가브리엘 폰세카 에르난데스     | 아카유칸, 베라크루스                   | El Mañanero                                             | 실종 | [ 322 ]         |
| 2011년 9월 24일  | 마리아 엘리사베스 마시아스 카스트로   | 누에보라레도                           | 프리메라 오라                                           | 사망 | [ 323 ]         |
| 2011년 8월 25일  | 움베르토 밀란 살라사르                | 쿨리아칸                               | A Discusión 라디오 포르물라 쿨리아칸                    | 사망 | [ 324 ]         |
| 2011년 12월 3일  | 우고 세사르 무루아토 플로레스         | 치와와, 치와와주                       | 라 칼리엔테 90.9                                        | 사망 | [ 325 ]         |
| 2012년 1월 7일   | 라울 레굴로 키리노 가르사             | 카데레이타, 누에보레온                 | La Última Palabra                                       | 사망 | [ 326 ]         |
| 2012년 4월 20일  | 엑토르 하비에르 살리나스 아기레       | 치와와, 치와와주                       | 920 라디오 노티시아스                                   | 사망 | [ 327 ] [ 328 ] |
| 2012년 4월 20일  | 하비에르 모야 무뇨스                  | 치와와, 치와와주                       | 920 라디오 노티시아스                                   | 사망 | [ 327 ]         |
| 2012년 4월 28일  | 레히나 마르티네스 페레스              | 할라파                                 | Proceso                                                 | 사망 | [ 329 ]         |
| 2012년 5월 3일   | 가브리엘 우헤 코르도바                | 보카 델 리오, 베라크루스               | Notiver                                                 | 사망 | [ 330 ]         |
| 2012년 5월 3일   | 기예르모 루나 바렐라                  | 보카 델 리오, 베라크루스주             | Veracruznews                                            | 사망 | [ 330 ]         |
| 2012년 5월 3일   | 에스테반 로드리게스                   | 보카 델 리오, 베라크루스주             | Diario AZ                                               | 사망 | [ 331 ]         |
| 2012년 5월 3일   | 아나 이라세마 베세라 히메네스         | 보카 델 리오, 베라크루스주             | El Dictamen                                             | 사망 | [ 332 ]         |
| 2012년 5월 13일  | 르네 오르타 살가도                    | 쿠에르나바카                           | El Sol de Cuernavaca                                    | 사망 | [ 333 ]         |
| 2012년 5월 18일  | 마르코 안토니오 아빌라 가르시아       | 엠팔메, 소노라                         | Diario Sonora de la Tarde El Regional de Ciudad Obregón | 사망 | [ 334 ]         |
| 2012년 5월 21일  | 자인 플레몬스                         | 누에보라레도                           | 프리랜서 언론인                                         | 실종 | [ 335 ] [ 336 ] |
| 2012년 6월 14일  | 빅토르 마누엘 바에스 치노             | 할라파                                 | Milenio Xalapa                                          | 사망 | [ 337 ] [ 338 ] |
| 2012년 6월 23일  | 페데리코 마누엘 가르시아 콘트레라스   | 탄키안 데 에스코베도, 산 루이스 포토시 | Punto Crítico Voces de Mediodía                         | 실종 | [ 339 ]         |
| 2012년 6월 30일  | 아르만도 몬타뇨                       | 멕시코시티                             | AP통신                                                  | 사망 | [ 340 ]         |
| 2012년 7월 25일  | 미겔 모랄레스 에스트라다              | 포사 리카, 베라크루스주                | Diario de Poza Rica                                     | 실종 | [ 341 ]         |
| 2012년 8월 19일  | 에르네스토 아라우호 카노              | 치와와, 치와와주                       | El Heraldo de Chihuahua                                 | 사망 | [ 342 ] [ 343 ] |
| 2012년 8월 20일  | 호세 안토니오 아길라르 모타           | 에쿠안두레오, 미초아칸주               | 프리랜서 사진작가                                       | 사망 | [ 344 ]         |
| 2012년 8월 20일  | 아르투로 바라하스 로페스              | 에쿠안두레오, 미초아칸주               | Diario de Zamora                                        | 사망 | [ 344 ]         |
| 2012년 10월 15일 | 라몬 아벨 로페스 아길라르             | 티후아나                               | Tijuana Informativo                                     | 사망 | [ 345 ]         |
| 2012년 10월 26일 | 아델라 야스민 알카라스 로페스         | 산 루이스 포토시 (산 루이스 포토시주)  | Canal 12 Ríoverde                                       | 실종 | [ 346 ]         |
| 2012년 11월 14일 | 아드리안 실바 모레노                  | 테우아칸, 푸에블라                     | 프리랜서 언론인                                         | 사망 | [ 347 ]         |
| 2012년 11월 27일 | 세르히오 란다 로살레스                | 호세 카르델, 베라크루스                | El Diario de Cardel                                     | 실종 | [ 348 ]         |

### 엔리케 페냐 니에토 임기
| 날짜             | 이름                                  | 위치                                        | 언론사                                                             | 상태 | 참고                     |
| ---------------- | ------------------------------------- | ------------------------------------------- | ------------------------------------------------------------------ | ---- | ------------------------ |
| 2012년 12월 22일 | 데이비드 아라우호 아레발로            | 아카풀코, 게레로주                          | Novedades de Acapulco                                              | 사망 | [ 349 ] [ 350 ]          |
| 2013년 3월 4일   | 하이메 과달루페 곤살레스 도밍게스     | 오히나가                                    | Ojinaganoticias.com.mx                                             | 사망 | [ 351 ]                  |
| 2013년 3월 11일  | 빅토르 하비에르 캄포스                | 아과 프리에타, 소노라                       | El Diario de Juárez                                                | 사망 | [ 352 ]                  |
| 2013년 3월 15일  | 후안 호세 가르시아                    | 히메네스, 치와와                            | 텔레비사 치와와                                                    | 사망 | [ 353 ]                  |
| 2013년 4월 15일  | 알론소 데 라 콜리나 소르도            | 푸에블라 (푸에블라주)                       | TV 아즈테카 푸에블라                                               | 사망 | [ 354 ]                  |
| 2013년 4월 24일  | 다니엘 알레한드로 마르티네스 바살두아 | 살티요                                      | Vanguardia                                                         | 사망 | [ 355 ]                  |
| 2013년 4월 30일  | 헤라르도 호세 파디야 블랑케트         | 살티요                                      | 라디오 그란데 데 코아우일라                                        | 실종 | [ 356 ]                  |
| 2013년 5월 2일   | 로사 마리아 리오스 캄포스             | 모렐리아, 미초아칸주                        | 전 TV 진행자                                                       | 사망 | [ 357 ]                  |
| 2013년 6월 24일  | 마리오 리카르도 차베스 호르헤         | 레이노사, 타마울리파스주                    | El Ciudadano                                                       | 사망 | [ 358 ]                  |
| 2013년 7월 17일  | 알베르토 로페스 벨로                  | 오아하카 (오아하카주)                       | El Imparcial                                                       | 사망 | [ 359 ]                  |
| 2013년 11월 5일  | 알베르토 앙굴로 헤라르도              | 앙고스투라, 시날로아                        | 텔레비사 에르모시요                                                | 사망 | [ 360 ]                  |
| 2014년 1월 23일  | 미겔 앙헬 구스만 가르두뇨             | 칠판싱고, 게레로주                          | Vértice                                                            | 사망 | [ 361 ]                  |
| 2014년 2월 5일   | 그레고리오 히메네스 데 라 크루스      | 코아차코알코스                              | Notisur Liberal del Sur                                            | 사망 | [ 362 ]                  |
| 2014년 2월 16일  | 오마르 레예스 파비안                  | 미아우아틀란 데 포르피리오 디아스, 오아하카 | Tiempo                                                             | 사망 | [ 363 ]                  |
| 2014년 2월 28일  | 벤하민 갈반 고메스                    | 타마울리파스주                              | 울티마 오라 프리메라 오라                                          | 사망 | [ 364 ] [ 365 ]          |
| 2014년 6월 2일   | 호르헤 토레스 팔라시오스              | 아카풀코, 게레로주                          | El Dictamen de Guerrero                                            | 사망 | [ 366 ]                  |
| 2014년 7월 21일  | 훌리안 바카세과 카스트로              | 과사베                                      | N/A                                                                | 실종 | [ 367 ]                  |
| 2014년 7월 30일  | 놀베르토 에레라 로드리게스            | 과달루페, 사카테카스                        | Canal 9                                                            | 사망 | [ 368 ]                  |
| 2014년 8월 12일  | 옥타비오 로하스 에르난데스            | 코솔라파, 오아하카                          | El Buen Tono                                                       | 사망 | [ 369 ]                  |
| 2014년 8월 21일  | 마를렌 발데스 가르시아                | 베니토 후아레스, 누에보레온                 | La Última Palabra                                                  | 사망 | [ 370 ] [ 371 ]          |
| 2014년 8월 27일  | 아드리안 가오나 벨몬테                | 레이노사, 타마울리파스주                    | La Comadrita 97.3 FM Radio                                         | 사망 | [ 371 ] [ 372 ]          |
| 2014년 9월 3일   | 빅토르 페레스 페레스                  | 시우다드후아레스                            | Sucesos                                                            | 사망 | [ 373 ]                  |
| 2014년 10월 12일 | 옥타비오 아틸라노 로만 티라도         | 마사틀란                                    | ABC 라디오                                                         | 사망 | [ 374 ]                  |
| 2014년 10월 16일 | 마리아 델 로사리오 푸엔테스 루비오    | 레이노사, 타마울리파스주                    | 타마울리파스 주 가치                                               | 사망 | [ 375 ] [ 376 ]          |
| 2014년 10월 22일 | 헤수스 안토니오 감보아 우리아스       | 로스 모치스                                 | Nueva Prensa                                                       | 사망 | [ 377 ]                  |
| 2014년 12월 3일  | 마리오 알베르토 크레스포 아욘         | 마사틀란                                    | Uno TV                                                             | 실종 | [ 378 ]                  |
| 2015년 1월 2일   | 모이세스 산체스 세레소                | 메데진 데 브라보, 베라크루스                | La Unión                                                           | 사망 | [ 379 ]                  |
| 2015년 1월 4일   | 야스민 마르티네스 산체스              | 익스틀란 델 리오, 나야리트                  | 텔레비사 테픽                                                      | 사망 | [ 380 ]                  |
| 2015년 1월 5일   | 헤수스 타피아 로드리게스              | 파라스 데 라 푸엔테                         | Parras TV                                                          | 사망 | [ 381 ]                  |
| 2015년 4월 6일   | 호세 구티에레스 사모라 모랄레스       | 오리사바, 베라크루스                        | MCLN                                                               | 실종 |                          |
| 2015년 4월 14일  | 아벨 마누엘 바우티스타 라이문도       | 산티아고 푹스틀라후아카                     | Radio Spacio 96.1 FM                                               | 사망 | [ 382 ]                  |
| 2015년 5월 4일   | 아르만도 살다냐 모랄레스              | 코솔라파, 오아하카                          | 라디오 막스 케 부에나                                              | 사망 | [ 383 ]                  |
| 2015년 6월 18일  | 이스마엘 디아스 로페스                | 테아파, 타바스코                            | El Criollo Tabasco Hoy                                             | 사망 | [ 384 ]                  |
| 2015년 6월 26일  | 헤라르도 니에토 알바레스              | 코몬포르트, 과나후아토                      | El Tábano                                                          | 사망 | [ 385 ]                  |
| 2015년 7월 2일   | 필라델포 산체스 사르미엔토            | 미아우아틀란, 오아하카                      | La Favorita 103.3 FM                                               | 사망 | [ 386 ]                  |
| 2015년 7월 2일   | 후안 멘도사 델가도                    | 메데진 데 브라보, 베라크루스주              | El Dictamen Escribiendo la Verdad                                  | 사망 | [ 387 ]                  |
| 2015년 7월 9일   | 에드가르 에르난데스 가르시아          | 산타 마리아 우아툴코, 오아하카              | Oaxaca Foro Político                                               | 사망 | [ 388 ]                  |
| 2015년 8월 1일   | 루벤 에스피노사 베세릴                | 멕시코시티                                  | Proceso                                                            | 사망 | [ 389 ]                  |
| 2015년 8월 4일   | 아드리안 마르티네스 로페스            | 할파 데 멘데스, 타바스코                    | Glamour Arte Fotográfico                                           | 사망 | [ 390 ]                  |
| 2015년 8월 6일   | 후안 마누엘 칼데론 가르시아           | 산 블라스, 나야리트                         | 라 칼리엔테 107.3 FM                                               | 사망 | [ 391 ]                  |
| 2015년 8월 13일  | 후안 에리베르토 산토스 카브레라       | 오리사바, 베라크루스주                      | 텔레비사                                                           | 사망 | [ 392 ]                  |
| 2015년 8월 22일  | 에두아르도 에레라 사엔스              | 피드라스 네그라스                           | 텔레비사                                                           | 사망 | [ 393 ]                  |
| 2015년 9월 22일  | 데이비드 알론소 코레아 랑헬           | 시우다드 이달고, 미초아칸                   | 프리랜서 사진작가                                                  | 사망 | [ 394 ]                  |
| 2015년 9월 23일  | 호세 호아킨 페레스 모랄레스           | 비야에르모사, 타바스코주                    | Diario Presente                                                    | 사망 | [ 395 ]                  |
| 2015년 9월 23일  | 아우렐리오 에르난데스 에레라          | 비야에르모사, 타바스코주                    | Diario Presente                                                    | 사망 | [ 395 ]                  |
| 2015년 12월 28일 | 아메리카 마리벨 알바 라라솔로         | 시우다드후아레스                            | N/A                                                                | 사망 | [ 396 ]                  |
| 2016년 1월 21일  | 마르코스 에르난데스 바우티스타        | 산 안드레스 우아스팔테펙, 오아하카          | Imagen de Oaxaca Diario Noticias Voz                               | 사망 | [ 397 ]                  |
| 2016년 1월 22일  | 레이넬 마르티네스 세르케다            | 산티아고 라올라가, 오아하카                 | Manantial                                                          | 사망 | [ 398 ]                  |
| 2016년 2월 9일   | 아나벨 플로레스 살라사르              | 테우아칸, 푸에블라                          | El Sol de Orizaba                                                  | 사망 | [ 399 ]                  |
| 2016년 2월 20일  | 모이세스 펠릭스 다그두그 루초우       | 타바스코주                                  | 그루포 VX                                                          | 사망 | [ 400 ]                  |
| 2016년 4월 25일  | 프란시스코 파체코 벨트란              | 탁스코, 게레로                              | El Sol de Acapulco                                                 | 사망 | [ 401 ]                  |
| 2016년 5월 14일  | 마누엘 산티아고 토레스 곤살레스       | 포사 리카, 베라크루스주                     | TV 아즈테카, Radiover.com                                          | 사망 | [ 401 ]                  |
| 2016년 6월 19일  | 엘리디오 라모스 사라테                | 오아하카주                                  | El Sur                                                             | 사망 | [ 400 ]                  |
| 2016년 6월 20일  | 사미라 에스테르 바우티스타            | 타마울리파스주                              | El Mercurio and La Verdad                                          | 사망 | [ 400 ]                  |
| 2016년 6월 26일  | 살바도르 가르시아 올모스              | 우아후아판 데 레온                          | Tu Un Ñuu Savi                                                     | 사망 | [ 402 ]                  |
| 2016년 7월 20일  | 페드로 타마요 로사스                  | 티에라 블랑카, 베라크루스주                 | Al Calor Politico and Piñero de la Cuenca                          | 사망 | [ 403 ]                  |
| 2016년 9월 12일  | 아구스틴 파비아                       | 우아후아판 데 레온, 오아하카주              | Tu Un Ñuu Savi                                                     | 사망 | [ 402 ]                  |
| 2016년 9월 14일  | 아우렐리오 카브레라 캄포스            | 우아우치난고, 멕시코시티                    | El Gráfico de la Sierra                                            | 사망 | [ 402 ]                  |
| 2016년 12월 10일 | 헤수스 아드리안 로드리게스 사마니에고 | 치와와, 치와와주                            | N/A                                                                | 사망 | [ 404 ]                  |
| 2017년 2월 22일  | 카를로스 알베르토 가르시아 마르티네스 | 테코만, 콜리마                              | 라디오라마 콜리마                                                  | 사망 | [ 405 ]                  |
| 2017년 3월 2일   | 세실리오 피네다 비르토                | 시우다드 알타미라노                         | La Voz de Tierra Caliente                                          | 사망 | [ 406 ]                  |
| 2017년 3월 19일  | 리카르도 몬루이 카브레라              | 양가, 베라크루스                            | El Sol de Córdoba                                                  | 사망 | [ 407 ]                  |
| 2017년 3월 24일  | 미로슬라바 브리치 벨두세아            | 치와와, 치와와주                            | Norte 라 호르나다                                                  | 사망 | [ 408 ]                  |
| 2017년 4월 14일  | 막시미노 로드리게스 팔라시오스        | 라파스 (바하칼리포르니아수르주)             | Colectivo Pericú                                                   | 사망 | [ 409 ]                  |
| 2017년 4월 17일  | 후안 호세 롤단                        | 칼풀랄판, 틀락스칼라                        | Síntesis de Tlaxcala                                               | 사망 | [ 410 ] [ 411 ] [ A 14 ] |
| 2017년 5월 1일   | 필리베르토 알바레스 란데로스          | 틀라킬테낭고, 모렐로스                      | XHART-FM "라 세날"                                                 | 사망 | [ 412 ]                  |
| 2017년 5월 15일  | 하비에르 발데스 카르데나스            | 쿨리아칸, 시날로아주                        | 리오도세                                                           | 사망 | [ 413 ] [ 414 ]          |
| 2017년 5월 15일  | 엑토르 조나탄 로드리게스 코르도바     | 아웃란 데 나바로, 할리스코                  | El Costeño                                                         | 사망 | [ 415 ]                  |
| 2017년 5월 18일  | 살바도르 아다메 파르도                | 무히카, 미초아칸                            | Canal 6 TV                                                         | 실종 | [ 416 ]                  |
| 2017년 7월 10일  | 에드윈 리베라 파스                    | 아카유칸, 베라크루스                        | Hable                                                              | 사망 | [ 417 ]                  |
| 2017년 7월 31일  | 루시아노 리베라                       | 로사리토, 바하칼리포르니아                  | CNR TV                                                             | 사망 | [ 418 ]                  |
| 2017년 8월 3일   | 로사리오 라모스 플로레스              | 센트로, 타바스코                            | Portada                                                            | 실종 | [ 419 ]                  |
| 2017년 8월 22일  | 칸디도 리오스 바스케스                | 우에야판 데 오캄포, 베라크루스              | El Diario de Acayucan                                              | 사망 | [ 420 ]                  |
| 2017년 10월 6일  | 에드가르 다니엘 에스케다 카스트로     | 산 루이스 포토시 (산 루이스 포토시주)       | Vox Populi Metrópoli San Luis                                      | 사망 | [ 421 ] [ 422 ]          |
| 2017년 12월 19일 | 구마로 페레스 아길란도                | 베라크루스주                                | La Voz del Sur                                                     | 사망 | [ 423 ]                  |
| 2018년 1월 13일  | 카를로스 도밍게스 로드리게스          | 누에보라레도, 타마울리파스주                | Noreste Digital Horizonte de Matamoros                             | 사망 | [ 424 ] [ 425 ] [ 426 ]  |
| 2018년 3월 21일  | 레오바르도 바스케스 아친              | 구티에레스 사모라, 베라크루스               | Noreste La Opinión de Poza Rica Vanguardia Enlace Gutiérrez Zamora | 사망 | [ 427 ]                  |
| 2018년 5월 15일  | 후안 카를로스 우에르타                | 비야에르모사, 타바스코주                    | 신 레세르바스 노티누에베, XHTVL-TDT                                | 사망 | [ 428 ] [ 429 ]          |
| 2018년 5월 29일  | 헥토르 곤살레스 안토니오              | 시우다드빅토리아, 타마울리파스주            | 엑셀시오르                                                         | 사망 | [ 430 ]                  |
| 2018년 6월 30일  | 호세 과달루페 찬 지브                 | 펠리페 카리요 푸에르토, 킨타나로오주        | 해당 없음                                                          | 사망 | [ 431 ]                  |
| 2018년 9월 21일  | 마리오 고메스                         | 야할론, 치아파스주                          | 엘 에랄도 데 치아파스                                              | 사망 | [ 432 ]                  |
| 2018년 10월 24일 | 가브리엘 소리아노                     | 아카풀코, 게레로주                          | 라디오 이 텔레비시온 데 게레로                                     | 사망 | [ 433 ]                  |

### 안드레스 마누엘 로페스 오브라도르 대통령 임기
| 날짜                  | 이름                                | 위치                                       | 언론사                                       | 상태              | 참고                            |
| --------------------- | ----------------------------------- | ------------------------------------------ | -------------------------------------------- | ----------------- | ------------------------------- |
| 2018년 12월 1일       | 헤수스 알레한드로 마르케스 히메네스 | 테픽, 나야리트주                           | 크리티카                                     | 사망              | [ 434 ]                         |
| 2018년 12월 6일       | 디에고 가르시아 코로나              | 에카테펙데모렐로스, 멕시코주               | 위클리 모렐로스                              | 사망              | [ 435 ]                         |
| 2019년 1월 20일       | 라파엘 무루아 만리케스              | 산타 로살리아, 바하칼리포르니아수르주      | 라디오카샤나 FM                              | 사망              | [ 436 ]                         |
| 2019년 2월 9일        | 헤수스 라모스 로드리게스            | 에밀리아노 사파타 지방자치단체, 타바스코주 | 누에스트라 레히온 오이, XHEMZ-FM             | 사망              | [ 437 ]                         |
| 2019년 2월 16일       | 레이날도 로페스                     | 에르모시요, 소노라주                       | 해당 없음                                    | 사망              | [ 438 ]                         |
| 2019년 2월 20일       | 사미르 플로레스 소베라네스          | 우엑스카, 모렐로스주                       | 라디오 아밀친코                              | 사망              | [ 439 ]                         |
| 2019년 3월 15일       | 산티아고 바로소                     | 산루이스리오콜로라도, 소노라주             | 산루이스 오이 – 레드 653, XHEMW-FM           | 사망              | [ 440 ]                         |
| 2019년 3월 20일       | 오마르 이반 카마초                  | 살바도르 알바라도 지방자치단체, 시날로아주 | 노티시에로스 알타보스 – 그루포 차베스 라디오 | 사망              | [ 441 ]                         |
| 2019년 5월 2일        | 텔레스포로 산티아고 엔리케스        | 엘 카페탈, 산 아구스틴 록시차, 오아하카주  | 에스테레오 카페탈                            | 사망              | [ 442 ]                         |
| 2019년 5월 18일       | 프란시스코 로메로                   | 플라야델카르멘, 킨타나로오주               | 킨타나로오 오이                              | 사망              | [ 443 ]                         |
| 2019년 6월 12일       | 노르마 사라비아 가르두사            | 위만길로, 타바스코주                       | 타바스코 오이                                | 사망              | [ 444 ]                         |
| 2019년 7월 30일       | 로헬리오 바라간                     | 사카테펙 데 이달고, 모렐로스주             | 게레로 알 인스탄테                           | 사망              | [ 445 ]                         |
| 2019년 8월 2일        | 에드가르 알베르토 나바 로페스       | 시와타네호 데 아수에타, 게레로주           | 시와타네호의 진실                            | 사망              | [ 446 ]                         |
| 2019년 8월 2일        | 호르헤 셀레스티노 루이스 바스케스   | 라 보카니타, 악토판, 베라크루스주          | 할라파 그래픽                                | 사망              | [ 447 ]                         |
| 2020년 1월 9일        | 피델 아빌라 고메스                  | 우에타모, 미초아칸주                       | XHKN-FM                                      | 사망              | [ 448 ]                         |
| 2020년 2월 20일       | 아라셀리 알코세르 카르모나          | 시우다드후아레스, 치와와주                 | 라 포데로사                                  | 사망              | [ 449 ]                         |
| 2020년 3월 11일       | 미레야 울로아 발렌시아              | 포사 리카, 베라크루스주                    | 라 오피니온                                  | 사망              | [ 450 ]                         |
| 2020년 4월 11일       | 빅토르 페르난도 알바레스 차베스     | 아카풀코, 게레로주                         | 푼토 X 푼토 노티시아스                       | 사망              | [ 451 ]                         |
| 2020년 3월 30일       | 마리아 엘레나 페랄 에르난데스       | 파판틀라, 베라크루스주                     | 디아리오 데 할라파                           | 사망              | [ 452 ]                         |
| 2020년 5월 17일       | 호르헤 아르멘타 아발로스            | 시우다드오브레곤, 소노라주                 | 엘 티엠포                                    | 사망              | [ 453 ]                         |
| 2020년 6월 11일       | 호세 루이스 카스티요 트레호         | 시우다드오브레곤, 소노라주                 | 막시마 프리오리다드                          | 사망              | [ 454 ]                         |
| 2020년 8월 3일        | 파블로 모르가레스 파라기레          | 이괄라, 게레로주                           | P.M. 노티시아스 게레로 웹사이트              | 사망              | [ 455 ]                         |
| 2020년 8월 22일       | 후안 넬시오 에스피노사 메네라       | 코아우일라주                               | 발레도르 TV                                  | 경찰 구금 중 사망 | [ 456 ]                         |
| 2020년 9월 9일        | 훌리오 발디비아                     | 테소나파, 베라크루스주                     | 엘 문도 데 베라크루스                        | 사망              | [ 457 ]                         |
| 2020년 10월 29일      | 아르투로 알바 메디나                | 시우다드후아레스, 치와와주                 | 멀티메디오스 시우다드후아레스                | 사망              | [ 458 ]                         |
| 2020년 11월 2일       | 헤수스 알폰소 피뉴엘라스 몬테스     | 카헤메, 소노라주                           | 독립 카메라맨                                | 사망              | [ 459 ]                         |
| 2020년 11월 9일       | 이스라엘 바스케스                   | 살라망카, 과나후아토주                     | 엘 살만티노 (디지털 플랫폼)                  | 사망 (총격)       | [ 460 ]                         |
| 2020년 11월 14일      | 카를로스 사타라인                   | 마사틀란, 시날로아주                       | 노로에스테                                   | 납치              | [ 461 ]                         |
| 2021년 6월 17일       | 구스타보 산체스                     | 모로 마사탄, 오아하카주                    | 노티시아스 미누토 아 미누토                  | 사망 (총격)       | [ 462 ]                         |
| 2021년 7월 19일       | 아브라함 멘도사                     | 모렐리아, 미초아칸주                       |                                              | 사망 (총격)       | [ 463 ] [ 464 ]                 |
| 2021년 7월 22일       | 리카르도 로페스 히메네스            | 과이마스, 소노라주                         | 인포과이마스                                 | 사망 (총격)       | [ 465 ]                         |
| 2021년 8월 19일       | 하신토 로메로 플로레스              | 익스타크소퀴틀란, 베라크루스주             | 오리 스테레오                                | 사망 (총격)       | [ 466 ]                         |
| 2021년 10월 28일      | 프레디 로페스 아레발로              | 산크리스토발데라스카사스, 치아파스주       | XERA "라디오 우노"                           | 사망 (총격)       | [ 467 ]                         |
| 2021년 10월 31일      | 알프레도 카르도소 에체베리아        | 아카풀코, 오아하카주                       | 라스 도스 코스타스                           | 사망 (총격)       | [ 468 ]                         |
| 2022년 1월 12일       | 호세 루이스 감보아                  | 베라크루스주                               | 세마나리오 제타                              | 사망 (칼에 찔림)  | [ 469 ]                         |
| 2022년 1월 17일       | 마르가리토 마르티네스 에스키벨      | 티후아나, 바하칼리포르니아주               | 인포레히온                                   | 사망 (총격)       | [ 470 ]                         |
| 2022년 1월 23일       | 루르데스 말도나도 로페스            | 티후아나, 바하칼리포르니아주               | 프리메르 시스템 데 노티시아스                | 사망 (총격)       | [ 471 ]                         |
| 2022년 1월 31일       | 로베르토 톨레도                     | 시타쿠아로, 미초아칸주                     | 모니터 미초아카노                            | 사망 (총격)       | [ 472 ]                         |
| 2022년 2월 10일       | 헤베르 로페스 바스케스              | 살리나 크루스, 오아하카주                  | 노티시아스 웹                                | 사망 (총격)       | [ 473 ] [ 474 ] [ 475 ] [ 476 ] |
| 2022년 2월 24일       | 호르헤 루이스 카메로 사수아테       | 엠팔메, 소노라주                           | 엘 인포르마티보                              | 사망 (총격)       | [ 477 ]                         |
| 2022년 3월 4일        | 후안 카를로스 무니스                | 프레스니요, 사카테카스주                   | 테스티고 미네로                              | 사망 (총격)       | [ 478 ]                         |
| 2022년 3월 16일       | 아르만도 리나레스                   | 시타쿠아로, 미초아칸주                     | 모니터 미초아카노                            | 사망 (총격)       | [ 479 ]                         |
| 2022년 5월 5일        | 루이스 엔리케 라미레스              | 쿨리아칸, 시날로아주                       | 엘 데바테                                    | 사망              | [ 480 ]                         |
| 2022년 5월 9일        | 셰일라 조하나 가르시아 올리베라     | 코솔레아카케, 베라크루스주                 | 엘 베라즈                                    | 사망 (총격)       | [ 481 ] [ 482 ]                 |
| 2022년 5월 9일        | 예세니아 몰리네도 팔코니            | 코솔레아카케, 베라크루스주                 | 엘 베라즈                                    | 사망 (총격)       | [ 483 ] [ 482 ]                 |
| 2022년 6월 29일       | 안토니오 데 라 크루스               | 시우다드빅토리아, 타마울리파스주           | 익스프레소                                   | 사망 (총격)       | [ 484 ]                         |
| 2022년 8월 4일        | 에르네스토 멘데스                   | 산 루이스 데 라 파스, 과나후아토주         | 투 보스                                      | 사망 (총격)       | [ 485 ]                         |
| 2022년 8월 2일 ~ 16일 | 후안 아르혼 로페스                  | 산루이스리오콜로라도, 소노라주             | 아 케 레 테메스                              | 사망              | [ 486 ] [ A 15 ]                |
| 2022년 8월 22일       | 프레디드 로만                       | 칠판싱고, 게레로주                         | 라 레알리다드, 베르티세 데 칠판싱고          | 사망 (총격)       | [ 487 ]                         |
| 2023년 7월 8일        | 루이스 마르틴 산체스 이니게스       | 테픽, 나야리트주                           | 라 호르나다                                  | 사망              | [ 488 ]                         |